# Сушковы
Сушковы — дворянский род, татарского, древнего происхождения.
При подаче документов (1686) для внесения рода в Бархатную книгу, была предоставлена родословная роспись Сушковых и жалованная грамота Василия III, Дмитрию, Якову и Андрею Игнатьевичам Сушковым на 18 чёрных деревень в Ильинском стане Ярославского уезда (1511).

## Происхождение и история рода
По семейному преданию, он ведёт своё начало от вышедшего из Золотой орды татарского мурзы, который принял православную веру, женился на русской уроженке Смоленской губернии, где с ней и поселился. Это могло быть в конце XIII и не позднее первой половины XIV столетия, так как в XV веке род Сушковых успел уже значительно размножиться. Грамотой великого князя Василия Ивановича (1511), трём братьям — Дмитрию, Якову и Андрею, детям Игнатия Сушкова, были пожалованы «в Ерославле в Едоме, в Илинском стану», восемнадцать населённых деревень. Эти три брата, по одному старинному повествованью, «возвратились от Ляхов», то есть пришли из местности, находившейся под временной польско-литовской властью (Смоленск был обратно взят русскими в первый раз в 1514 г.). Из этих трех братьев Дмитрий умер бездетным, род Якова прекратился в девятом поколении, а от Андрея остаются потомки, внесённые в шестую часть дворянской родословной книги губерний: Ярославской, Московской, Пензенской и Полтавской губерний.
В Смоленской губернии имеются несколько селений и фольварков, называющихся по фамилии Сушковых. В начале XVII столетия, из Смоленска посланы многие из Сушковых, по царским повелениям, в числе других «смоленских шляхтичей из боярских и дворянских родов», в приказ Казанского дворца, для распределения их на службу в полки на восточных окраинах государства, с поверстанием в тех местностях поместьями и денежными окладами.
Таким образом, появились помещики Сушковы в губерниях Казанской, Рязанской и Воронежской. В XVI столетии пожалованы Сушковым населённые имения в Ярославском наместничестве. Все эти отрасли рода Сушковых, а также и обитавшие в Шевском воеводстве Сушковы владели своими наследственными поместьями в продолжение многих поколений. В начале XIX века многие из них были приписаны в однодворческий подушный оклад, хотя некоторые из этих Сушковых продолжали владеть частью своих наследственных имений. Департамент Герольдии признал всех этих лиц утратившими право дворянства и предоставил им, на основании указа 16 ноября 1816 года, приобретать возвращение дворянского достоинства через военную службу.
Многие Сушковы успели выслугой чинов на службе возвратить своё право на дворянство и записались со своим потомством, по разным губерниям, во вторую и третью части дворянских родословных книг. Только одна ярославская отрасль рода Сушковых сохранила право на своё древнее дворянское достоинство.
Правнуку Андрея Сушкова, Тимофею Васильевичу, были пожалованы в той же Ярославской местности ещё два поместья грамотою царя Фёдора Ивановича, от 18 апреля 1591 года. Позднее, ввозными грамотами царя Михаила Фёдоровича, от 21 апреля 1621 года, и царя Алексея Михайловича, от 30 августа 1648 года, были утверждены права наследственного владения поместьями за потомками Тимофея Васильевича.
Сушковы ярославской отрасли владели разновременно имениями в губерниях: Новгородской, Московской, Тульской, Нижегородской, Рязанской, Пензенской, Симбирской, Саратовской, Уфимской, Астраханской, Полтавской и Екатеринославской. В губерниях: Смоленской, откуда произошёл род Сушковых, и Ярославской, где первоначально он был внесён в шестую часть дворянской родословной книги.

## Описание гербов

#### Герб Сушковых 1785 г.
В Гербовнике Анисима Титовича Князева 1785 года имеется изображение печати с гербом Михаила Васильевича Сушкова: в серебряном поле щита изображены: с правого края щита, по середине, выходящая из облака согнутая рука в сером, держащая голубой меч, остриём вверх (польский герб Малая Погоня). Над рукой серый дворянский шлем, а под — розовое сердце. Щит увенчан дворянской короной (дворянский шлем, нашлемник и намёт отсутствуют). Щитодержатель: в левой стороны восстающий лев, стоящий задними ногами на постаменте. Вокруг щита фигурная виньетка, со стоящей вертикально вправо от щита пальмовой ветвью.

#### Герб. Часть II. № 73.
Щит разделен горизонтально на две части, из них в верхней части, в голубом поле, изображена выходящая из облака рука, в латы облеченная, со шпагою, вверх поднятой. В нижней части, в золотом поле, красное сердце, пронзенное стрелой.
На щите дворянский коронованный шлем. Нашлемник: три страусовых пера. Намёт на щите голубой, подложен золотом.
Примечание: Герб Сушковых может быть соединением двух польских гербов — Pogonia Polska и Aksak.

## Известные представители
- Сушков Пётр Глебович — московский дворянин (1681)[6].
- Сушков Василий Михайлович (1752—1803) — действительный статский советник, симбирский гражданский губернатор (1803).
- Сушков Николай Михайлович — действительный тайный советник, (1807), сенатор, кавалер ордена Святого Александра Невского.
- Сушков Михаил Николаевич — состоял старшим членом ликвидационной комиссии в Париже для денежных расчетов с французским правительством после окончания войны (1812—1815).
- Сушков, Дмитрий Петрович (1817—1877) — русский поэт и публицист; действительный статский советник.
- Сушкова, Екатерина Александровна (в замужестве Хвостова; 1812—1868) — русская дворянка, мемуаристка.
- Сушкова, Елизавета Александровна (в замужестве Лодыженская; 1828—1891) — русская писательница и переводчица.
- Ростопчина, Евдокия Петровна (рожд. Сушкова, 1811—1858) — графиня, одна из ранних русских поэтесс, переводчица.
- Сушков Николай Васильевич (1796—1871) — писатель, действительный статский советник, член верховного совета Бессарабской области, вице-директор департамента путей сообщения и публичных зданий, минский губернатор.
- Сушков Михаил Николаевич — статский советник, камергер[1][7]